# Zelandotipula subtarda
Zelandotipula subtarda är en tvåvingeart som först beskrevs av Alexander 1935.  Zelandotipula subtarda ingår i släktet Zelandotipula och familjen storharkrankar.
Artens utbredningsområde är Paraguay. Inga underarter finns listade i Catalogue of Life.